# 김한원
김한원(한국 한자: 金漢元, 1981년 8월 6일 ~ )은 대한민국의 전 축구 선수이자 현 축구 지도자로 현재는 경남 FC 코치로 재직 중이다. 또한 선수 시절 공격수 겸 수비수로 활약했으며 박종찬과 함께 수원 FC의 레전드 중 한명이자 2009년 동아시아 경기 대회 동메달 멤버이다.

## 선수 경력

### 클럽
경남정보고등학교, 세경대학교 졸업 후 프로팀 입단을 타진했으나 실패했고 그 뒤 2000년 대전 시티즌에서 입단하고 2004년경 김창겸 수원 FC 감독의 눈에 띄어 수원 FC에 이적한 후 10월 3일 고양 자이크로와의 2004년 내셔널리그 후기리그 5라운드 경기에서 첫 골을 신고했으며 2005년까지 26경기에서 12골을 기록하며 2005년 내셔널리그 준우승에 기여했다.
이후 2006 시즌을 앞두고 전년도 K리그 준우승팀인 인천 유나이티드로 이적하여 4월 22일 디펜딩 챔피언 울산 현대와의 2006년 K리그 전기리그 10라운드 경기에서 프로 데뷔골을 터뜨리는 등 15경기에서 3골·1어시스트를 기록한 채 2007년 전북 현대 모터스로 이적했으나 훈련 도중 입은 부상으로 인한 후유증과 지속적인 컨디션 난조를 겪으면서 리그 9경기 출장에 그쳤고 결국 2008년 전북과의 계약을 종료했다.
그리고 2009년 친정팀인 수원 FC로 복귀한 뒤 재활을 병행하며 예전의 기량을 회복했고 이후 2016년 은퇴할 때까지 7년 동안 210경기 60골의 눈부신 활약을 선보이며 팀의 2010년 내셔널리그 우승, 2010년 경기도체육대회 준우승, 2011년 전국체육대회 준우승, 2012년 내셔널축구선수권대회 우승, 경기도체육대회 2회 연속 우승(2011년, 2012년), 2015년 K리그2 준우승 및 2016년 K리그1 승격에 기여했고 승격 이후 1부 리그 18경기에 출전하며 노익장을 과시하기도 했으나 팀이 1시즌 만에 2부 리그 강등이 확정되면서 2016 시즌 종료 후 은퇴를 선언했다.

### 국가대표팀
2009년 동아시아 경기 대회에 내셔널리그 선발팀(대한민국 B팀)의 일원으로 참가하여 팀의 동메달 획득에 기여했다.

## 지도자 경력
선수 은퇴 후 2017년 수원 FC 유소년 보급반 코치로 지도자 커리어를 시작했고 여름 이후 떠난 조진수 코치를 대신해 수원 FC U-15팀 코치로 부임하였다.

## 수상

### 클럽 (선수)
대전 시티즌
- FA컵

● 우승 (1): 2001
- 슈퍼컵

● 준우승 (1): 2002
수원 FC
- 내셔널리그 : 우승 (2010), 준우승 (2005), 3위 (2004 후기리그)
- 내셔널축구선수권대회 : 우승 (2012)
- 전국체육대회 : 은메달 (2011)
- 경기도체육대회 : 금메달 (2011, 2012), 은메달 (2010)
- K리그2 : 준우승 (2015)

### 국가대표팀 (선수)
대한민국 B팀 (내셔널리그 선발)
- 동아시아 경기 대회 : 동메달 (2009)